# David Champernowne
David Champernowne   (Oxford, 9 de juliol de 1912 - Cambridge, 19 d'agost de 2000), conegut normalment com Champ, va ser un economista i matemàtic anglès.

## Vida i Obra
Champernowne va néixer a Oxford, fill d'un advocat, d'una família arrelada a Dartington (Totnes, Devon), que era tresorer del Keble College de la universitat. Després de fer els estudis secundaris al prestigiós Winchester College, va obtenir una beca per estudiar matemàtiques al King's College, Cambridge, on va coincidir amb Alan Turing amb qui va establir una amistat de per vida i amb qui va desenvolupar anys després un programa informàtic per jugar escacs: el Turochamp. El 1933, abans de graduar-se, va descobrir que el nombre format per un zero, una coma i la concatenació de tots els nombres naturals ({\displaystyle 0,1234567891011121314...}) era un nombre normal que, anys després, Kurt Mahler va demostrar que també era transcendent. Durant els seus estudis, i sota la influència de Keynes i Pigou, es va començar a inclinar per l'economia.
El 1936 va publicar, abans de la publicació de la Teoria General, la seva crítica de les visions keynesianes i clàssiques de l'economia, basada en el fet que la primera considera que el mercat de treball determina el nivell nominal dels salaris, mentre que la segona (representada per Pigou) creu que determina el nivell real dels salaris. Va ser un dels primers intents d'interpretar la Teoria General utilitzant equacions i diagrames. Keynes, a la vista de les seves habilitats matemàtiques i estadístiques li va proposar presentar una dissertació sobre la desigualtat de renda entre les persones, que li va servir per a doctorar-se el 1936 tot i que no va ser publicat fins molts anys més tard, el 1973, notablement ampliat i actualitzat.
Fins al començament de la Segona Guerra Mundial va ser professor ajudant a la London School of Economics i durant la guerra va servir com funcionari eventual a la secció estadística del Primer Ministre i al Ministeri de Producció Aeronàutica. El 1945, en acabar la guerra, va ser catedràtic d'estadística de la universitat d'Oxford fins al 1959, quan va retornar a la universitat de Cambridge en la qual es va retirar el 1978. Després de retirar-se va estar treballant amb el seu deixeble, Frank Cowell, en un altre llibre influent: Economic Inequality and Income Distribution, publicat el 1998. Els últims anys de la seva vida es va veire afectat per la malaltia i la depressió, que van millorar parcialment quan va tornar a viure a les seves possessions familiars a Devon amb els seus fills i nets.
Champernowne va publicar un bon nombre de monografies i articles influents d'economia matemàtica i estadística. D'entre els quals destaca el seu tractat en tres volums Uncertainty and Estimation in Economics (1969) en el qual exposava i discutia les tècniques per interpretar informació estadística incompleta o imperfecta, per obtenir estimadors estadístics i per prendre decisions segons les evidències,